# 汤加首相
湯加首相乃該國之政府首腦。最初國王能任意選擇首相人選。但自21世紀初期，時任國王喬治·圖普五世回應民眾訴求，始任命庶民，而非貴族甚至王族為首相，隨後更使首相改為由民選議會選出，使其握實權。
汤加首相列表如下：

## 首相（1876年至今）
| #                              |  | 姓名 （生－卒）                                                                                              | 任期开始       | 任期结束       | 政党           |
| ------------------------------ |  | --- | -------------- | -------------- | -------------- |
| 1                              |  | 特維塔·翁加王储殿下 （HRH Crown Prince Tēvita ʻUnga） （c. 1824－1879）                                      | 1876年1月1日   | 1879年12月18日 | 无党籍         |
| 1879年12月18日-1881年4月：空缺 |  | |                |                |                |
| 2                              |  | 席利·瓦德瑪·貝克 （Shirley Waldemar Baker） （1836－1903）                                                   | 1881年4月      | 1890年7月      | 无党籍         |
| 3                              |  | 肖西·圖庫阿霍阁下 （Hon. Siaosi U. Tukuʻaho） （1854－1897）                                                 | 1890年7月      | 1893年         | 无党籍         |
| 4                              |  | 紹薩特基·東加·維昆阁下 （Hon. Siosateki Tonga Veikune） （1853－1913）                                       | 1893年         | 1905年1月      | 无党籍         |
| 5                              |  | 肖西·圖伊佩勒哈克阁下 （Hon. Siaosi Tuʻi Pelehake） （1842－1912）                                           | 1905年1月      | 1905年1月      | 无党籍         |
| 6                              |  | 西昂·馬泰阿洛納阁下 （Hon. Sione Mateialona） （1852－1925）                                                 | 1905年1月      | 1912年9月30日  | 无党籍         |
| 7                              |  | 特維塔·圖伊瓦卡諾阁下 （Hon. Tevita Tuʻivakano） （1869－1923）                                              | 1912年9月30日  | 1923年6月30日  | 无党籍         |
| 8                              |  | 维利亚米·汤吉·迈里菲赫阁下 CBE （Hon. Viliami Tungi Mailefihi） （1887－1941）                               | 1923年6月30日  | 1941年7月20日  | 无党籍         |
| 9                              |  | 所羅門·烏拉·阿塔阁下 CBE （Hon. Solomone Ula Ata） （1883－1950）                                            | 1941年7月      | 1949年12月12日 | 无党籍         |
| 10                             |  | 图普托阿-汤吉王储殿下 KBE （HRH Crown Prince Taufa'ahau Tungi） （1918－2006） （后为陶法阿豪·图普四世国王） | 1949年12月12日 | 1965年12月16日 | 无党籍         |
| 11                             |  | 圖佩萊哈克王子殿下 CBE （HRH Prince Tu'i Pelehake） （1922－1999）                                           | 1965年12月16日 | 1991年8月22日  | 无党籍         |
| 12                             |  | 瓦埃亚男爵 （HRH Siaosi Tuʻihala ʻAlipate Vaea Tupou, Baron Vaea） （1921－2009）                            | 1991年8月22日  | 2000年1月3日   | 无党籍         |
| 13                             |  | 乌卢卡拉拉·拉瓦卡·阿塔王子殿下 （HRH ʻAhoʻeitu ʻUnuakiʻotonga Tukuʻaho） （1959－） （后为图普六世国王）     | 2000年1月3日   | 2006年2月11日  | 无党籍         |
| 14                             |  | 费莱蒂·塞韦莱博士 （Dr. Feleti Sevele） （1944－）                                                           | 2006年3月30日  | 2010年12月22日 | 人权和民主运动 |
| 15                             |  | 图伊瓦卡诺勋爵谢莱阿陶恩戈·卡霍 （Hon. Siale ʻAtaongo Kaho, Lord Tuʻivakanō） （1952－）                     | 2010年12月22日 | 2014年12月30日 | 无党籍         |
| 16                             |  | 阿基利西·波希瓦 （ʻAkilisi Pohiva） (1941－2019）                                                            | 2014年12月30日 | 2019年9月12日  | 友谊群岛民主党 |
| 代理                           |  | 希米·錫卡 （Semisi Sika） (1968－）                                                                          | 2019年9月12日  | 2019年10月8日  | 友谊群岛民主党 |
| 17                             |  | 波希瓦·图伊奥内托阿 （Pōhiva Tuʻiʻonetoa） (1951－2023）                                                     | 2019年10月8日  | 2021年12月27日 | 汤加人民党     |
| 18                             |  | 肖西·索瓦莱尼 （Siaosi Sovaleni） (1970－）                                                                  | 2021年12月27日 | 2024年12月9日  | 无党籍         |
| 代理                           |  | 萨缪·瓦伊普卢 （Samiu Vaipulu） (1952－）                                                                    | 2024年12月9日  | 2025年1月22日  | 无党籍         |
| 19                             |  | 艾萨克·埃凯 （Aisake Eke） (？－）                                                                           | 2025年1月22日  |                | 无党籍         |